# چسترویل، کبک
چسترویل (به فرانسوی: Chesterville) شهری در منطقه شهری آرتاباسکا ناحیه سانتر-دو-کبک در استان کبک کانادا است. در سرشماری سال ۲۰۱۱ این شهر ۸۹۳ نفر جمعیت داشته‌است و مساحت آن ۱۱۴٫۸۹ کیلومتر مربع است.